# Krummensee (Werneuchen)
Krummensee ist ein Ortsteil der Stadt Werneuchen im Landkreis Barnim in Brandenburg. Der Ort gehört zur Agglomeration Berlin und war bis zu seiner Eingemeindung nach Werneuchen am 26. Oktober 2003 eine eigenständige Gemeinde.

## Lage
Krummensee liegt im Regionalpark Barnimer Feldmark, etwa fünf Kilometer Luftlinie südwestlich des Zentrums von Werneuchen und 22 Kilometer nordöstlich der Stadtmitte von Berlin. Nachbarorte sind Seefeld im Norden, Werneuchen im Nordosten, Wegendorf (Ortsteil von Altlandsberg) im Osten, Altlandsberg im Südosten, Mehrow (Ortsteil von Ahrensfelde) im Südwesten und Blumberg (auch Ahrensfelde) im Westen. Im Osten und Südosten grenzt Krummensee an den Landkreis Märkisch-Oderland.
Krummensee liegt an der Landesstraße 30. Die Bundesstraße 158 ist etwa drei Kilometer vom Ortskern entfernt. Die nächstgelegenen Autobahnanschlüsse „Berlin-Hohenschönhausen“ und „Berlin-Marzahn“ an der Bundesautobahn 10 sind jeweils knapp acht Kilometer von Krummensee entfernt. Auf der Gemarkung von Krummensee liegen der Haussee, der Kiebitzsee, der Krumme See und der Sputesee.

## Geschichte
Erstmals urkundlich erwähnt wurde das Dorf als „Crummensee“ oder nach anderen Quellen mit der Schreibweise „Krummensehe“ in einer Urkunde über die Abgabenentrichtung der Dorfbewohner an das Benediktinerinnenkloster Spandau. Somit ist Krummensee eines der ältesten urkundlich belegten Dörfer des Barnim. Weitere Ortsnamensformen waren im Laufe der Zeit Crummensey im Landbuch der Mark Brandenburg von 1375, Crummensee im Jahr 1450, Crummensehe im Jahr 1527, Crummenseh im Jahr 1625 und schließlich die heutige Schreibweise seit 1805.
Aus dem Dorf stammt das Adelsgeschlecht von Krummensee, diese hatten dort im Mittelalter ihren Stammessitz eingerichtet. Im Dreißigjährigen Krieg wurde Krummensee verwüstet und das verarmte Adelsgeschlecht musste seine Güter verkaufen, wodurch Krummensee im Jahr 1656 in den Besitz von Otto von Schwerin, den damaligen Ersten Minister der Mark Brandenburg kam. Dieser verkaufte den Ort 1708 an den preußischen König Friedrich I. Dadurch wurde Krummensee zu einer preußischen Staatsdomäne. 1756 wechselte Krummensee aus dem Amt Alt-Landsberg in das Amt Löhme.
Nach der Auflösung des Gutes Krummensee im Jahr 1828 wurde das Land auf die im Ort ansässigen Bauern, Büdner und Kossäten verteilt. Das Amt Löhme wurde 1872 aufgelöst. Am 28. Juni 1888 kam es in Krummensee zu einem Dorfbrand, bei dem alle mit Stroh gedeckten Häuser des Dorfes zerstört wurden. Am 23. Juni 1905 wurde die Freiwillige Feuerwehr von Krummensee gegründet. Seit 1920 ist der Ort an das Stromnetz angeschlossen. Nach dem Ende des Zweiten Weltkrieges kam es in der Sowjetischen Besatzungszone zu einer Bodenreform, bei der Krummensee neu parzelliert und das Land auf 27 Neubauern verteilt wurde. 
Bis zum 25. Juli 1952 gehörte die Gemeinde Krummensee zum Landkreis Niederbarnim, nach dessen Auflösung kam sie in den Kreis Bernau (DDR-Bezirk Frankfurt (Oder)). Im August 1952 wurde die Landwirtschaftliche Produktionsgenossenschaft Typ III „Florian Geyer“ gegründet, am 1. Januar 1959 folgte die Gründung einer LPG Typ I „Gemeinschaft“. Die beiden LPGen fusionierten 1966, später erfolgte noch der Zusammenschluss mit den LPGen aus Löhme und Seefeld und schlussendlich die Vereinigung mit den LPGen aus Werneuchen, Hirschfelde, Blumberg und Mehrow. Bis 1970 wurde in Krummensee Schulunterricht betrieben.
Nach der Wende wurde die Landwirtschaftliche Produktionsgenossenschaft aufgelöst, die landwirtschaftlichen Flächen des Ortes werden seitdem von einer neu gegründeten Verwaltungsgesellschaft bewirtschaftet. Der Kreis Bernau wurde 1990 in Landkreis Bernau umbenannt und am 6. Dezember 1993 aufgelöst, seitdem gehört Krummensee zum Landkreis Barnim. Am 31. August 1994 wurde der Kindergarten in Krummensee aus wirtschaftlichen Gründen geschlossen. 
Am 26. Oktober 2003 erfolgte per Gesetz die Eingemeindung der Gemeinde Krummensee in die Stadt Werneuchen.

### Einwohnerentwicklung
| Jahr | Einwohner |
| ---- | --------- |
| 1875 | 220       |
| 1890 | 220       |
| 1925 | 337       |

| Jahr | Einwohner |
| ---- | --------- |
| 1933 | 326       |
| 1939 | 331       |
| 1946 | 347       |

| Jahr | Einwohner |
| ---- | --------- |
| 1950 | 387       |
| 1964 | 320       |
| 1971 | 339       |

| Jahr | Einwohner |
| ---- | --------- |
| 1981 | 316       |
| 1989 | 285       |
| 1992 | 280       |

| Jahr | Einwohner |
| ---- | --------- |
| 1997 | 291       |
| 2002 | 345       |

Gebietsstand des jeweiligen Jahres

## Sehenswürdigkeiten
- Die Dorfkirche Krummensee ist eine Wehrkirche aus dem 13. Jahrhundert. Das Kirchenschiff ist mit Granitquadern errichtet, der rechteckige Westquerturm aus unbehauenen Feldsteinen wurde im 14. oder 15. Jahrhundert angebaut. 1866 wurde das Kirchenschiff mit einem Backsteinanbau erweitert.[8] Zwischen 1996 und 1998 wurde das Kirchengebäude durch Spendengelder saniert, dabei wurde der originale Innenraum wiederhergestellt und die Kirchhofsmauer erneuert.[2]
- Das Gefallenendenkmal vor der Dorfkirche wurde am 25. November 1925 zur Erinnerung an die im Ersten Weltkrieg gefallenen Soldaten aus Krummensee eingeweiht. Das Denkmal ist aus Kalkstein und ist in die Kirchhofsmauer integriert. 2004 wurde das Gefallenendenkmal erneuert.
- Die historische Hofanlage in der Dorfstraße 12 wurde Anfang des 20. Jahrhunderts errichtet und besteht aus einem Wohngebäude und mehreren Neben- und Wirtschaftsbauten. Das Wohngebäude zeichnet sich insbesondere durch seine zweiläufige Sandsteintreppe aus. Die Nebengebäude sind zwei Stallgebäude aus Ziegeln sowie eine Feldsteinscheune.

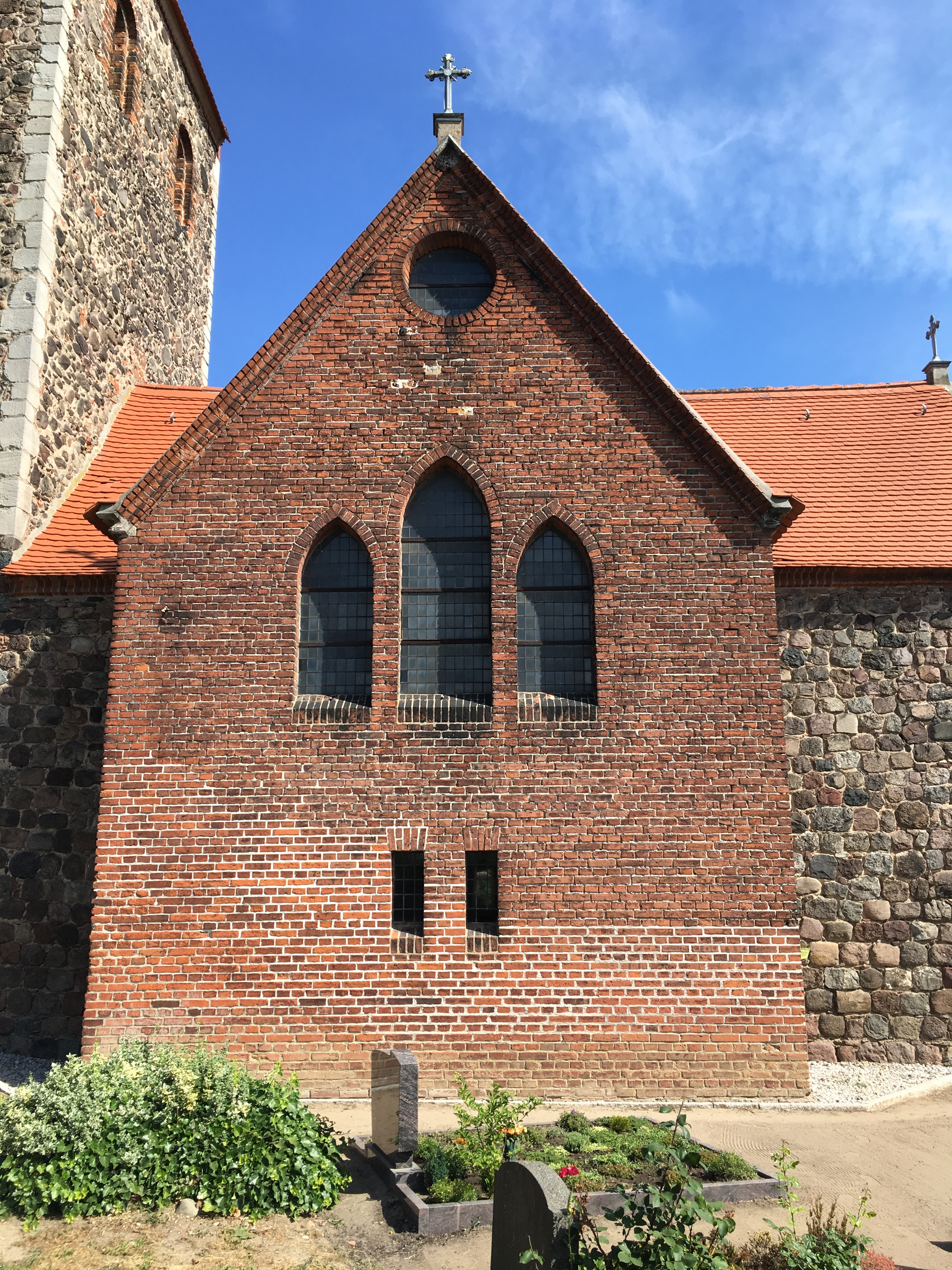
1866 angebauter Kreuzarm aus Backstein an der Dorfkirche
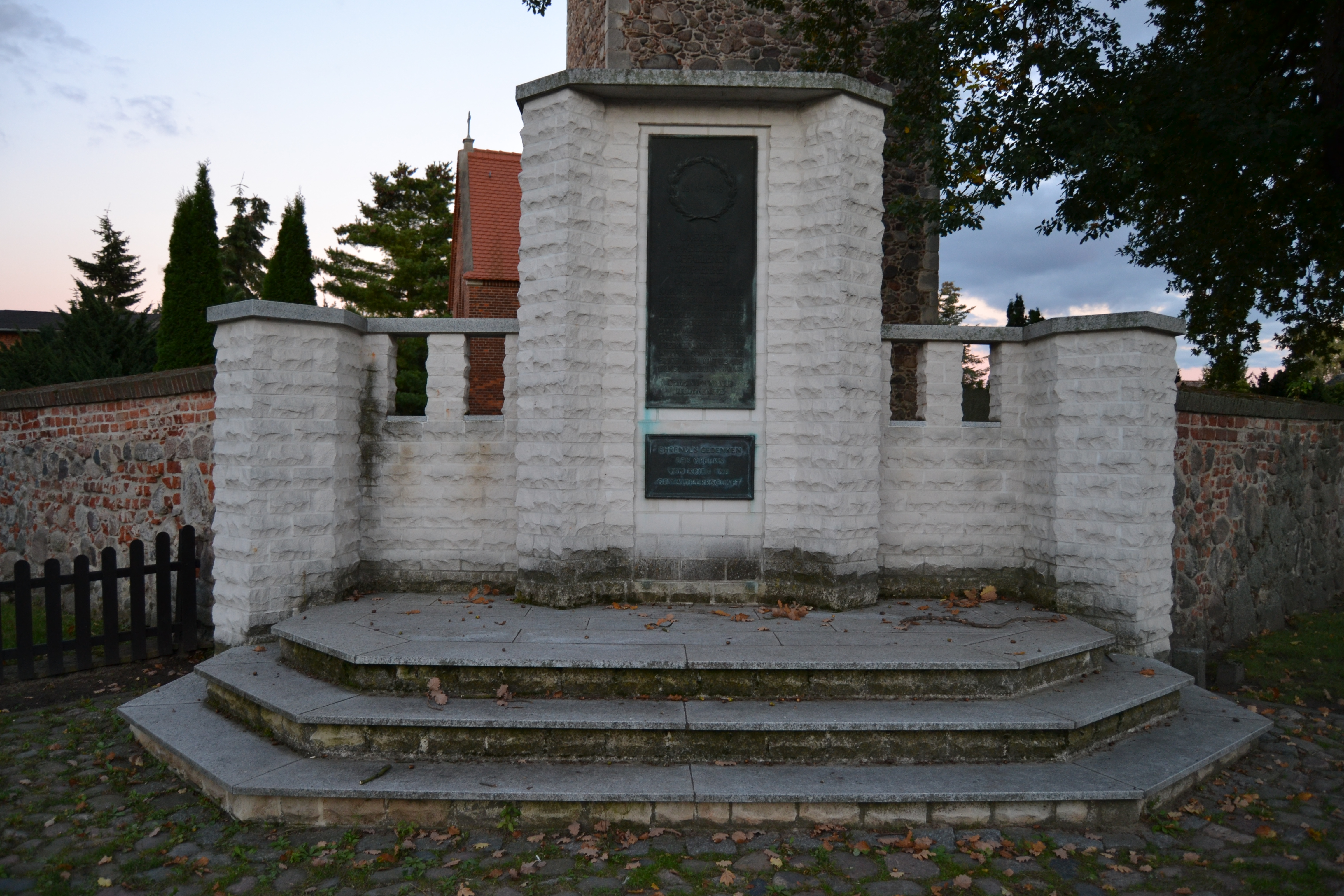
Gefallenendenkmal in Krummensee
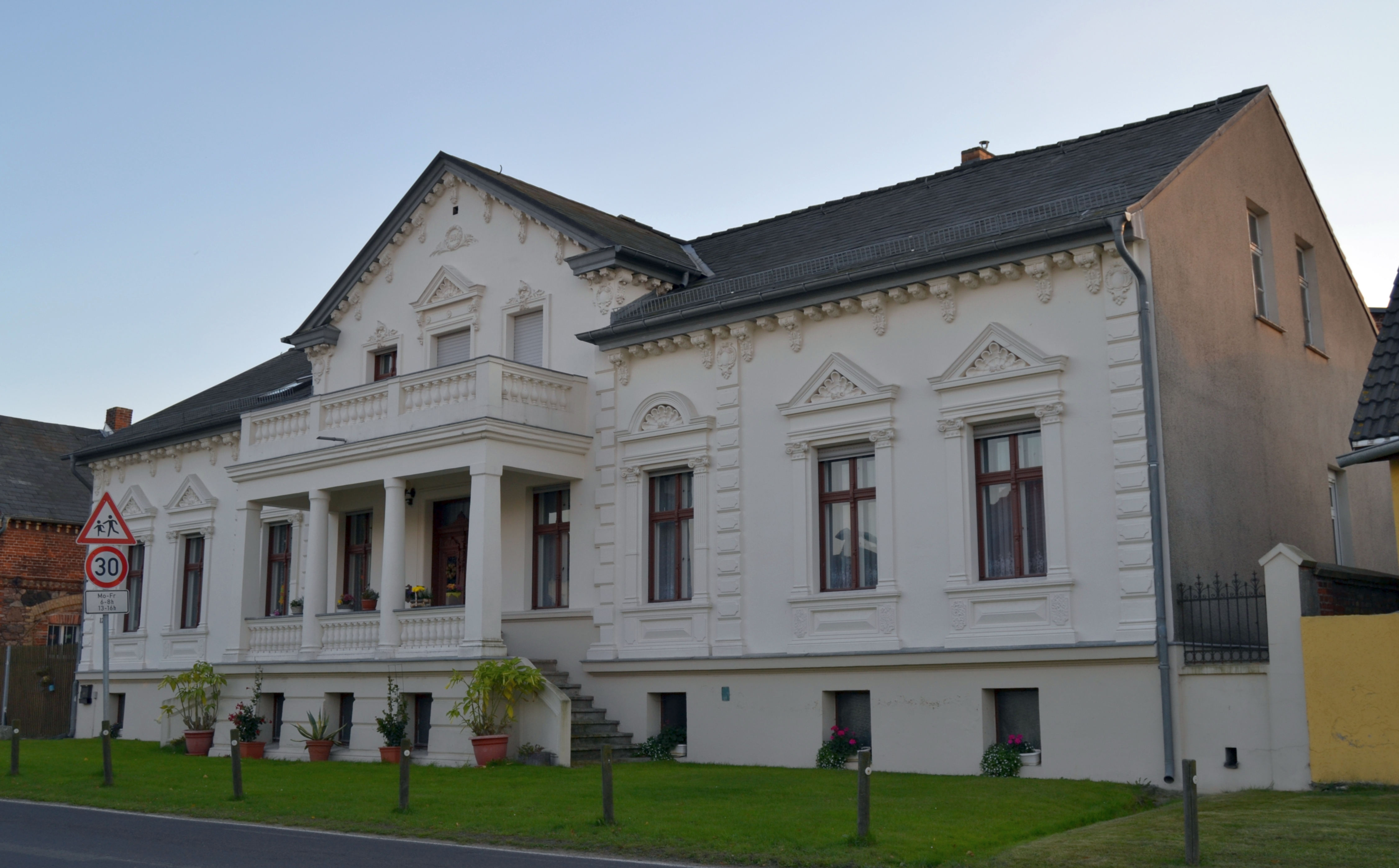
Historische Hofanlage (Dorfstraße 12)